# Talcott Mountain
Pour les articles homonymes, voir Talcott.
Talcott Mountain est une montagne située au sein de la vallée du Connecticut, au centre de l'État du même nom (États-Unis), et faisant partie de Metacomet Ridge, une longue arête rocheuse des Appalaches qui traverse le Sud de la Nouvelle-Angleterre sur 160 kilomètres de long. Le sommet s'élève à 290 mètres d'altitude en son point le plus élevé. Talcott Mountain est une destination populaire pour la pratique de la randonnée pédestre, réputée pour ses falaises, le panorama qu'elle offre, son microclimat ainsi que sa faune et sa flore variées. Des sites touristiques et naturels tels que ses deux parcs d'États, ses nombreux réservoirs, son centre d'information éducative et surtout Heublein Tower attirent les visiteurs.

## Géographie

### Topographie

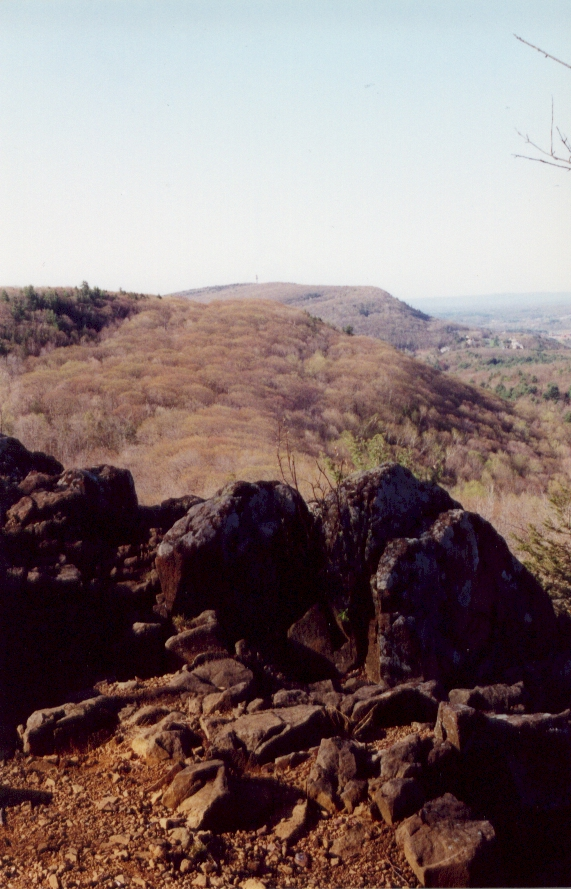
Vue sur les crêtes depuis The Pinnacle.

Talcott Mountain s'élève abruptement en une série de falaises exposées plein ouest au-dessus de la vallée de la rivière Farmington. Elle s'étend sur 21 kilomètres de long pour 3 kilomètres en son point le plus large. Son point culminant atteint 290 mètres d'altitude au niveau de Heublein Tower. Les autres reliefs notables sont King Phillip Mountain (280 m), au nord du sommet principal, Ely Mound (250 m), un dôme au sud du sommet principal, The Pinnacle (225 m), dans le Penwood State Park au centre de la montagne, Kilkenny Rocks (223 m), une falaise près de l'extrémité méridionale de la montagne, ou encore Burnt Hill (136 m), un relief détaché au sud-est de la montagne. Elle se situe sur le territoire des villes de Farmington, West Hartford, Avon, Bloomfield et Simsbury. Elle se prolonge au nord par Hatchet Hill et au sud par Farmington Mountain.

### Hydrographie
Talcott Mountain est un important aquifère alimentant la métropole de Hartford et plusieurs autres villes alentour. Les principaux réservoirs sont Wash Brook Pond, Lake Louise, un kettle, étendue d'eau d'origine glaciaire, émergeant sous la forme d'une cascade, Hartford Reservoirs numérotés 1 à 6, Hoe Pond, Ely Pond, Dyke Pond et Woodridge Lake.
Les versants occidentaux et septentrionaux de la montagne appartiennent au bassin de la rivière Farmington, affluent du fleuve Connecticut. Après avoir longé la montagne à l'ouest, elle coupe Metacomet Ridge en la séparant de Hatchet Hill au niveau des gorges de Tarrifville, au nord. Les eaux du versant oriental, pour leur part, s'écoulent dans la Park River, autre émissaire du fleuve.

### Géologie
Talcott Mountain s'est formée il y a 200 millions d'années au cours du Trias et du Jurassique et se compose de basalte, une roche volcanique effusive de couleur sombre qui vire au brun-rouille lorsque le fer qu'elle contient s'oxyde au contact de l'air. Les intrusions de basalte sont généralement de forme octogonale ou pentagonale et produisent des formations appelées « orgues basaltiques ». De vastes talus composés d'éboulis basaltiques issus de l'érosion sont visibles au pied de nombreuses falaises, en particulier au pied de Heublein Tower, à l'ouest des falaises. Les crêtes basaltiques sont le résultat d'une série de coulées de lave massives, d'une centaine de mètres d'épaisseur, qui se sont échappées par des failles créées lors de la séparation de la Laurasia et du Gondwana, puis de l'Amérique du Nord et de l'Eurasie. Les émissions de lave se sont déroulées durant 20 millions d'années.
L'érosion qui se produit entre les éruptions successives dépose des couches de sédiments entre les coulées basaltiques. Leur lithification forme finalement des roches sédimentaires. Par la suite, cette alternance de couches en « mille-feuille » se fissure et se soulève. Les érosions ultérieures ont davantage entamé les roches sédimentaires, exposant les arêtes des roches basaltiques et donnant naissance à de longues crêtes et falaises caractéristiques.

### Écosystème

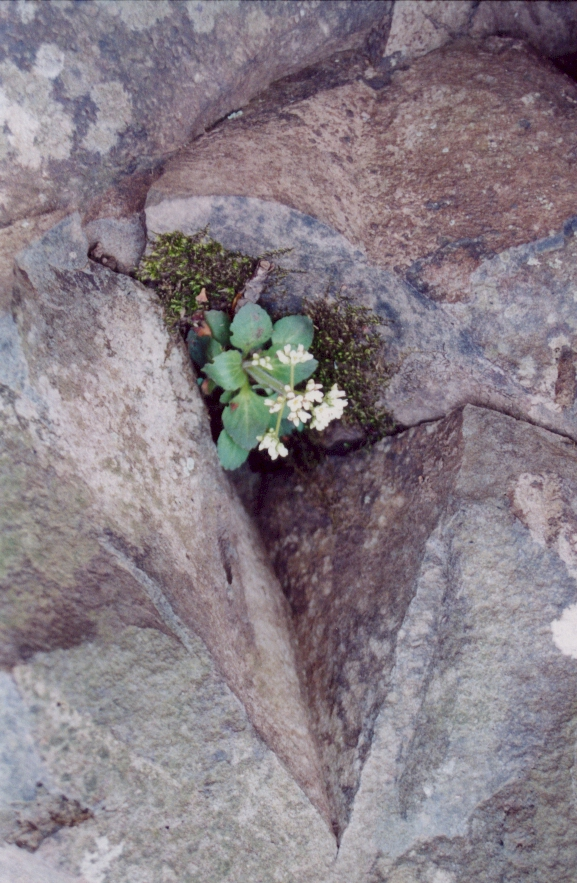
Spécimen de Saxifraga virginiensis dans une fissure de Talcott Mountain.

Talcott Mountain offre une combinaison de microclimats et une variété d'écosystèmes inhabituels pour la région. Les crêtes, chaudes et sèches, abritent des espèces d'herbacées généralement dominées par le chêne châtaignier. Le Genévrier de Virginie (Juniperus virginiana), une espèce adaptée aux terrains secs, s'accroche aux rebords des falaises. La flore des versants est plus proche de celle des plateaux et des monts Berkshire adjacents et accueille des espèces animales communes des biotopes northern hardwood forest (littéralement « forêt septentrionale de bois dur ») et oak-hickory forest (littéralement « forêt de chêne et de caryer »). La Pruche du Canada (Tsuga canadensis) encercle les étroites ravines, empêchant la lumière du soleil d'atteindre le sol et créant des conditions de développement plus froides et humides, y favorisant l'apparition d'espèces végétales associées aux climats froids. Les pentes des talus sont riches en nutriments et recouvertes par de nombreuses espèces adaptées aux sols calcaires, inhabituelles dans la région. Les kilomètres de falaises abruptes rendent les conditions de vie idéales pour de nombreuses espèces animales et végétales classées comme rares,.
L'introduction d'une espèce invasive, Adelges tsugae, a provoqué la mort de nombreuses pruches adultes dans le Penwood State Park. Le Connecticut Department of Environmental Protection a démarré, en 2000, un programme d'enlèvement des arbres morts et d'élimination des arbres contaminés. L'invasion et le déboisement ont fortement modifié le caractère forestier des parcelles de la montagne concernées.
Le Pinchot Sycamore est un platane d'Occident de dimensions remarquables, avec notamment un tronc de huit mètres de diamètre; situé à Simsbury, au pied de Talcott Mountain, à proximité de la Farmington.
Talcott Mountain est un important corridor migratoire saisonnier pour les rapaces.

## Histoire

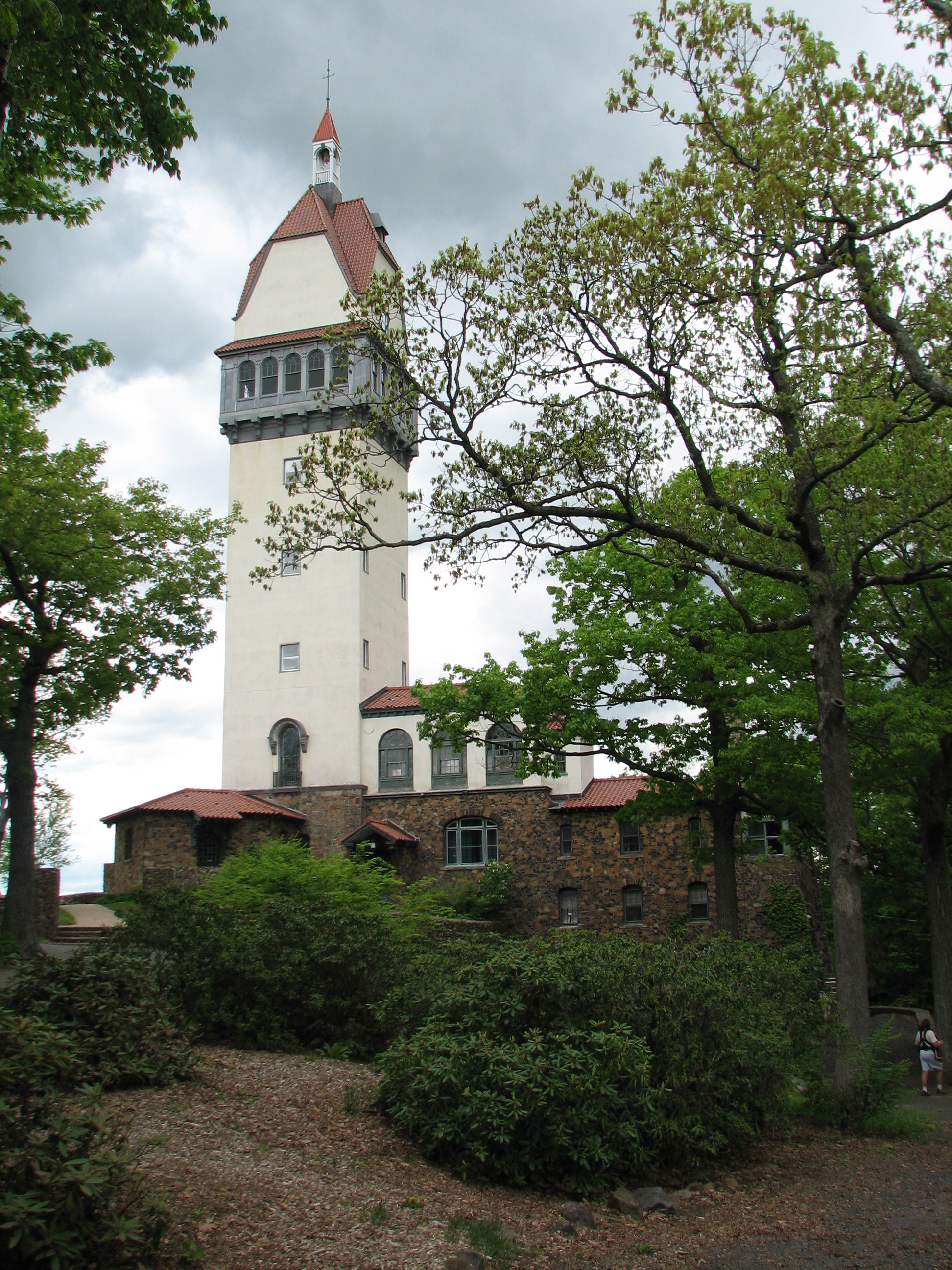
Heublein Tower

Heublein Tower (en), une tour de 50 mètres de haut culminant à 317 mètres d'altitude, a été construite par Gilbert F. Hueblein en 1914 en tant que résidence secondaire et bâtie afin de résister à des vents de 160 km/h. Son titre de propriété passe aux mains du journal Hartford Times durant la Seconde Guerre mondiale et, dans les années 1950, la tour sert d'émetteur radio. Mise en vente au début des années 1960 afin d'être transformée en résidence, elle devient partie intégrante du Talcott Mountain State Park en 1965 grâce aux efforts de conservation d'associations à but non lucratif, de l'État du Connecticut et du gouvernement des États-Unis. Depuis, la tour a été rénovée et transformée en musée,.

## Activités

### Tourisme

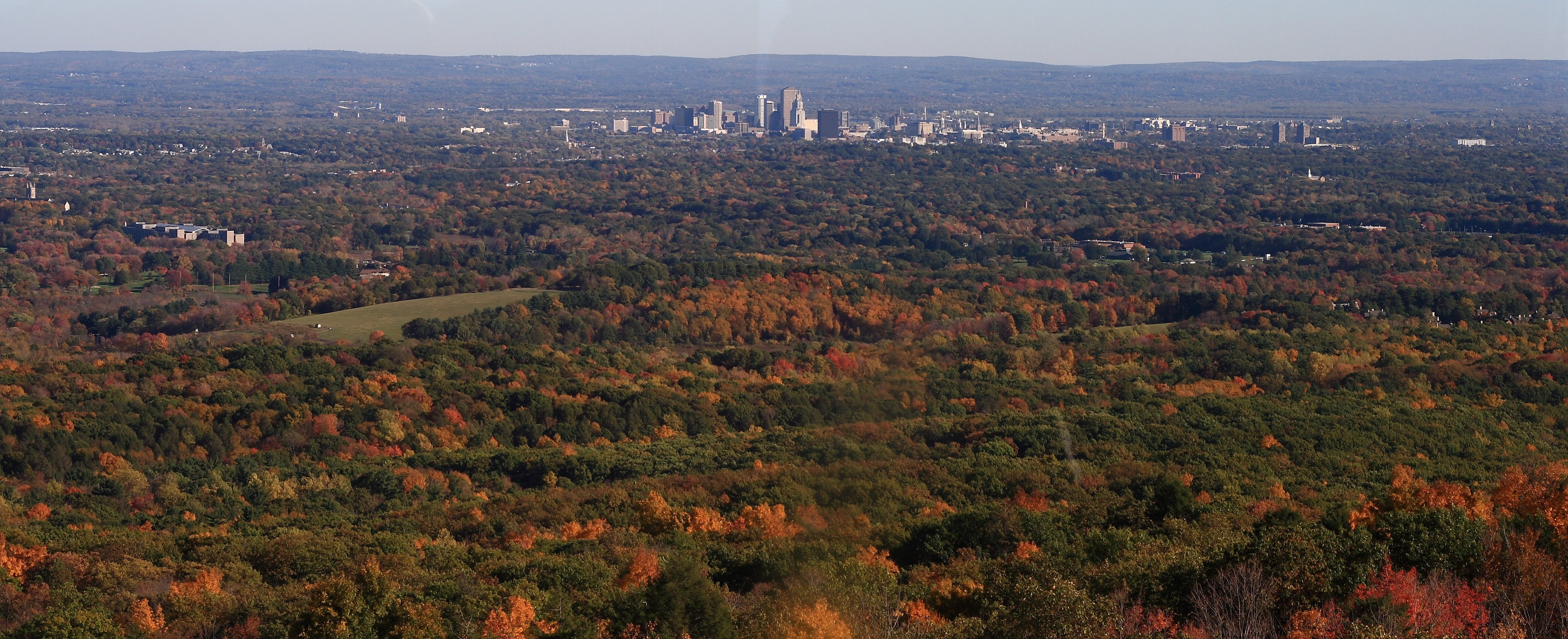
Vue sur Hartford depuis Heublein Tower.

Talcott Mountain est une destination récréative populaire parmi les habitants de la région et les visiteurs venus de la métropole de Hartford. La montagne est dotée d'un important réseau de sentiers de randonnée pédestre et de nombreux points de vue sur la campagne qui s'étend à l'ouest, les épaisses forêts, deux petites cascades, des étangs, et diverses installations. L'accès est rendu possible grâce à plusieurs routes qui traversent la montagne : la Connecticut Route 4, l'U.S. Route 44 et la Connecticut Route 185. Des routes périurbaines gravissent le versant méridional et plusieurs tours de communication parsèment les différents sommets.
Penwood State Park et Talcott Mountain State Park offrent plusieurs kilomètres de routes pédestres et sont traversés par plusieurs sentiers de grande randonnée balisés, notamment une partie des 82 kilomètres du Metacomet Trail, maintenu par la Connecticut Forest and Park Association. Les parcs sont ouverts à la pratique de la randonnée, du ski de fond, de la raquette à neige, du vélo tout terrain, du pique-nique et à diverses autres activités de détente. Penwood State Park fut donné à l'État par Curtis H. Veeder, un industriel et inventeur. Son souhait était de voir la propriété « rester à l'état sauvage afin que les amoureux de la nature puisse [en] profiter comme [il] en a profité. » Il a lui-même balisé un bon nombre de sentiers originaux  du parc. Lake Louise, un kettle près des crêtes, également appelé Gale Pond, a été nommé en l'honneur de sa femme.
Batterson Park, un parc urbain situé sur le versant Sud-Est de la montagne, à West Hartford, près du Hartford Reservoir #1, dispose d'un terrain de baseball, d'aires de pique-nique et d'aires de jeux, d'un étang ouvert à la baignade et d'un slipway. Les villes de Bloomfield et Simsbury disposent de parcelles considérables sur les versants Nord-Ouest et au Nord-Est, y compris des parcs municipaux et des réserves d'eau,. La ville de Farmington possède une partie de Burnt Hill au sud-est de la montagne ; un sentier la traverse. La ville d'Avon possède des parcs sur le versant occidental.
Le Metropolitan District (MDC), une commission municipale à but non lucratif mandatée par l'État du Connecticut, a la charge de plus de 3 000 acres (12 km2 sur Talcott Mountain en tant que ressource en eau potable. En plus de fournir de l'eau, le MDC gère les sentiers de randonnée et les chemins piétons et pratique la sylviculture. Il a participé à la réintroduction du Pygargue à tête blanche. La baignade, le canotage, la chasse et la pêche sont interdits sur les propriétés gérées par le MDC.
L'élément central du Talcott Mountain State Park est Heublein Tower (en), accessible uniquement par sentier de deux kilomètres de long (30 à 40 minutes de marche). La tour accueille un musée d'objets d'époque et de mobilier. Les visiteurs peuvent grimper au sommet pour jouir d'une vue à 360° englobant quatre États. Elle est ouverte du Memorial Day au Labour Day du jeudi au dimanche puis tous les jours jusqu'au 31 octobre,.

### Menaces et protections environnementales
Malgré la protection dont bénéficient de nombreuses parcelles grâce aux efforts des parcs d'État, des municipalités au travers du réseau d'alimentation en eau, ou encore des associations à but non lucratif, les principales menaces et pollutions visuelles qui pèsent sur Talcott Mountain sont l'étalement périurbain au piémont, en particulier au nord et à l'ouest, et la construction de résidences secondaires au sommet des crêtes, notamment au sud-ouest.
En 2000, la montagne a fait l'objet d'une étude du National Park Service en vue d'être intégrée dans un nouveau National Scenic Trail, le New England National Scenic Trail, qui aurait inclus le Metacomet-Monadnock Trail au Massachusetts d'une part, les Mattabesett Trail et Metacomet Trail au Connecticut d'autre part,.
Le Talcott Mountain Science Center, une organisation régionale d'enseignement et de recherche située au sommet d'une crête, offre de nombreux programmes éducatifs destinés aux enfants sur la géologie, l'écologie, l'astronomie et la météorologie.
Parmi les associations locales œuvrant pour la conservation de la nature figurent la Connecticut Forest and Park Association, le Simsbury Land Trust, l’Avon Land Trust et le Farmington Land Trust.